# Blepharella
Blepharella är ett släkte av tvåvingar. Blepharella ingår i familjen parasitflugor.

## Dottertaxa tillBlepharella, i alfabetisk ordning[1]
- Blepharella abana
- Blepharella alacris
- Blepharella analis
- Blepharella arrogans
- Blepharella atricauda
- Blepharella aurifrons
- Blepharella bicolor
- Blepharella carbonata
- Blepharella chinonaspis
- Blepharella confusa
- Blepharella erebiae
- Blepharella fallaciosa
- Blepharella fascipes
- Blepharella fuscicosta
- Blepharella fuscipennis
- Blepharella grandis
- Blepharella haemorrhoa
- Blepharella hova
- Blepharella imitator
- Blepharella instabilis
- Blepharella intensica
- Blepharella laetabilis
- Blepharella lateralis
- Blepharella leucania
- Blepharella lodosi
- Blepharella melita
- Blepharella neglecta
- Blepharella nigra
- Blepharella oldi
- Blepharella pellucida
- Blepharella perfida
- Blepharella picturata
- Blepharella rex
- Blepharella rubricosa
- Blepharella ruficauda
- Blepharella setifacies
- Blepharella setigera
- Blepharella seydeli
- Blepharella snyderi
- Blepharella tenuparafacialis
- Blepharella vasta
- Blepharella versatilis
- Blepharella vivax
- Blepharella vulnerata
- Blepharella xanthaspis